# Аэродром подскока
Аэродром подскока — промежуточный аэродром посадки, то есть транзитный аэродром, предназначенный для кратковременной стоянки, пополнения боевого комплекта, дозаправки, оперативного обслуживания воздушных судов (летательных аппаратов (ЛА)), с целью увеличения дальности действия авиации, чаще всего военной. В отечественной авиационной нормативной документации официальный термин «аэродром подскока» появился накануне второй мировой войны, в дальнейшем, с развитием авиации, он был вытеснен более узкоспециальными определениями и сейчас применяется более как жаргонный в разговорной речи.

## История
В соответствии с руководящими документами РККА, изданными накануне ВОВ, вся отечественная военная авиация в середине 20-го века базировалась по нижеследующей системе:
1. Аэродромный узел — это сеть аэродромов постоянного базирования авиационной воинской части (полк или бригада). Все аэродромы аэродромного узла расположены в непосредственной близости друг от друга. На каждом таком аэродроме базируется одно лётное подразделение, как правило, это одна авиационная эскадрилья, в исключительных случаях количество временно базирующихся подразделений может быть увеличено до двух-трёх. Один из аэродромов аэродромного узла является главным аэродромом базирования, на нём находятся все головные структуры управления и обеспечения авиационной воинской части. Каждый аэродромный узел должен иметь не менее двух запасных аэродромов (посадочных площадок).
2. Передовой аэродром базирования — это аэродром в непосредственной близости от линии фронта, позволяющий авиации оперативно реагировать на заявки, поступающие от наземных войск. Расположение передового аэродрома должно выбираться вне зоны досягаемости артиллерии и средств визуальной разведки противника. На передовом аэродроме, как правило, временно дислоцируется подразделение в пределах одной авиационной эскадрильи, а также структуры обеспечения боевой деятельности этого подразделения. Во второй половине 20-го века передовые аэродромы базирования стали называть оперативными аэродромами базирования.
3. Аэродром подскока. При действиях авиации на предельном радиусе и при дальних полётах (перелётах) может применяться т.н. «подскок», то есть полёт с кратковременной промежуточной посадкой на дозаправку и загрузку/снаряжение средствами поражения на любом подходящем аэродроме по маршруту следования. Подскок организуется и обеспечивается командованием высших авиационных соединений при планировании боевой работы (ст. 459 Боевого устава бомбардировочной авиации БУБА-40). При выполнении боевого вылета было запрещено экипажу и летательному аппарату находится на аэродроме подскока сверх времени, определённого на подготовку к дальнейшему вылету (в светлое время суток не более двух часов).

## Практическое применение
Аэродромы подскока достаточно широко использовались во время Великой Отечественной войны ВВС ВС СССР, например, экипажами самолётов У-2 для ночных бомбардировок. Аэродромы базирования этих самолётов размещались на расстояниях до 150 км от линии фронта, но использование аэродромов подскока позволяло выполнять боевые вылеты с расстояния 20-35 км от линии фронта и тем самым увеличить интенсивность боевых вылетов.
Стратегическая авиация ВС США использовала для подскока, в частности, базы на Аляске, Гренландии, Диего-Гарсия (1970-е — 1990-е).